# Biserica Adormirea Maicii Domnului din Șișești

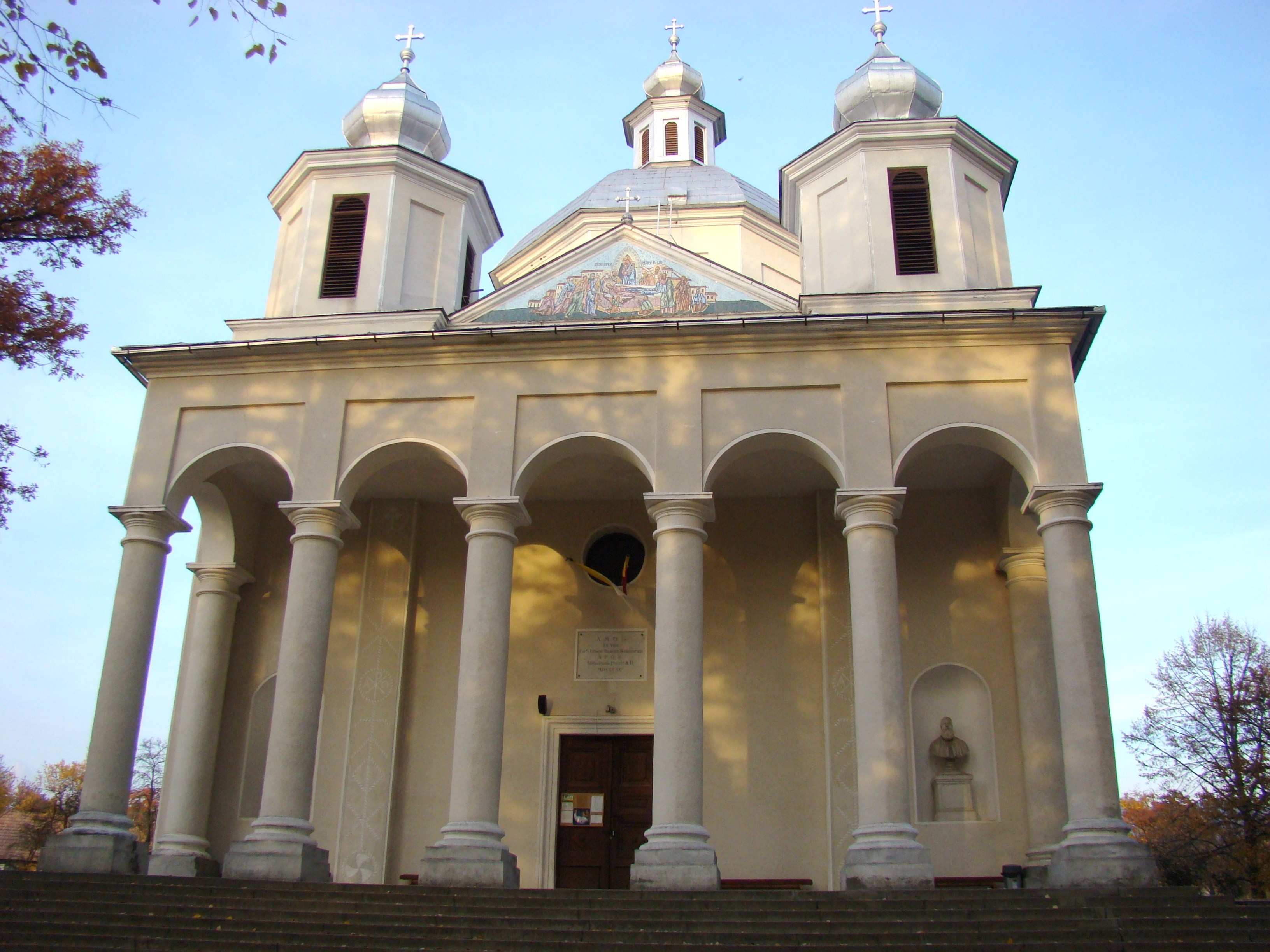
Biserica Sfintei Uniri a Tuturor Românilor din Șișești, foto: octombrie 2013.

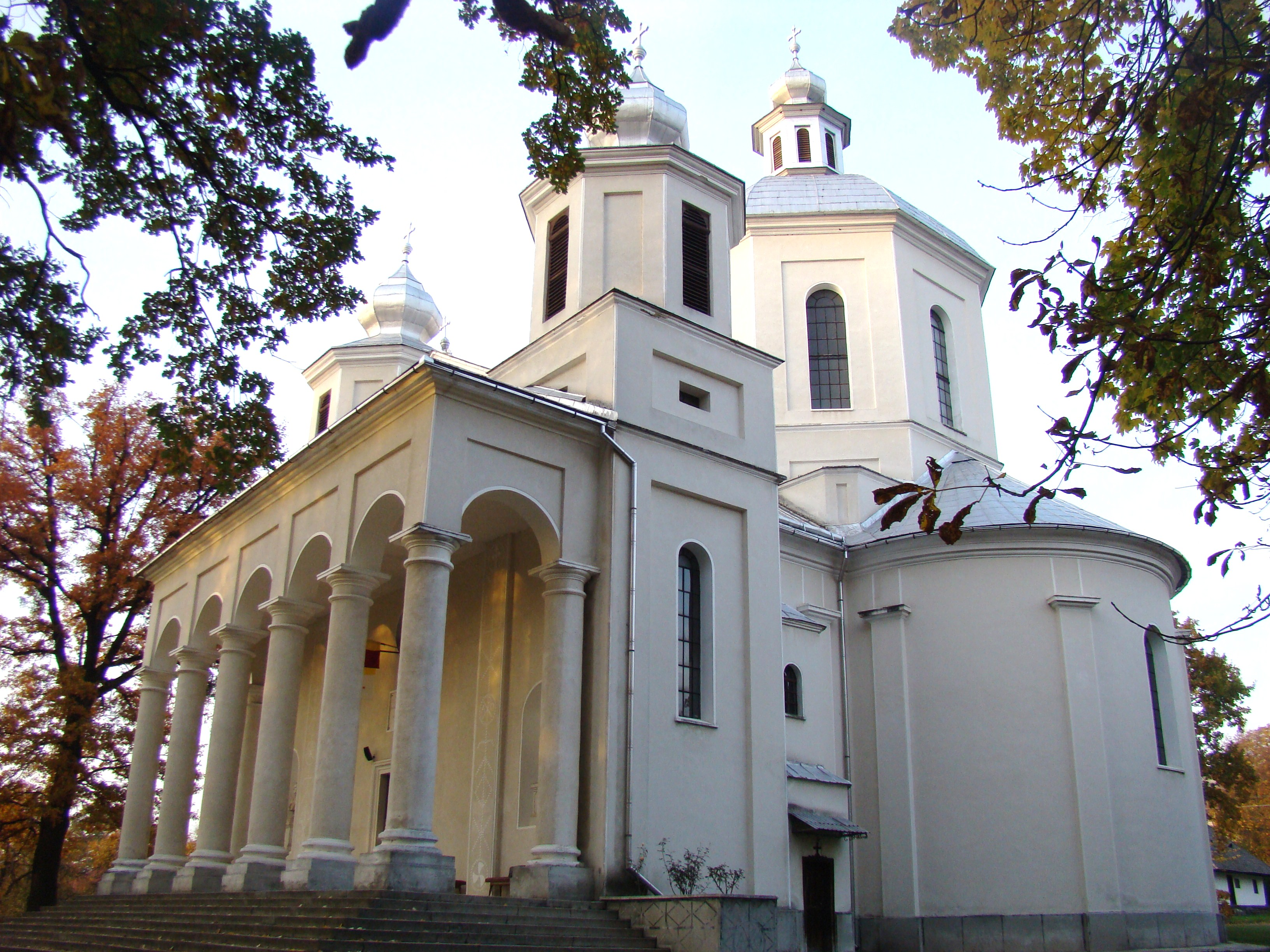
Biserica (sud-vest)

Biserica Adormirea Maicii Domnului din Șișești face parte din Ansamblul Muzeal și Monumental Dr.„Vasile Lucaciu”. Ansamblul muzeal evocă personalitatea lui Vasile Lucaciu, supranumit Leul de la Șișești (1852-1922), cunoscut luptător pentru drepturile românilor din Transilvania. Biserica, supranumită Biserica Sfintei Uniri a Tuturor Românilor, figurează pe lista monumentelor istorice sub codul  MM-II-m-A-04757.01.

## Istoric și trăsături
Monumentala biserică de la Șișești a fost ridicată sub directa îndrumare a patriotului Vasile Lucaciu, fiind un simbol al luptei românilor pentru unitate națională. Ea a fost construită prin contribuția bănească a unui impresionant număr de cetățeni din diferite regiuni ale Transilvaniei. Vasile Lucaciu spunea la inaugurare: „tot ce vedeți aici e românesc, în concepțiuni, în executare, în cuget, în faptă ....”
Biserica a fost începută în 1886, are un plan în formă de cruce, intrarea de pe latura apuseană făcându-se printr-un amplu portic cu șase coloane, ce susțin un fronton triunghiular. Deasupra portalului de intrare, pe o placă de marmură, se află o inscripție în limba latină: „Pro S[ancta] Unione Omnium Romanorum”.
Nava spațioasă este încoronată de o cupolă, așezată pe un tambur octogonal. În absida nordică, se află mormântul lui Vasile Lucaciu, acoperit de o lespede de marmură neagră.
La sfințirea bisericii, în 27 august 1890, la care au participat „peste 15000 de poporeni de prin Sălagiu, Sătmar, Chioar, Maramurăș”, ctitorul bisericii spunea în cuvântarea sa: „Și zidirea aceasta nu e o simplă clădire de piatră pe piatră, ci este întruparea unei idei, a unui ideal, carele pe cerul vieții mele strălucește ca un soare, luminând cu razele sale trecutul, presintele și viitorul neamului meu iubit. Ce ne-au lăsat istoria, ce ne-au transmis părinții noștri, ce au cântat poeții, ce dorește tot sufletul român: măreața, fericitoarea, sfânta Unire a tuturor românilor, am vrut eu, și cu mine poporul meu, să fie simbolizată în această măreață biserică.” 

## Imagini

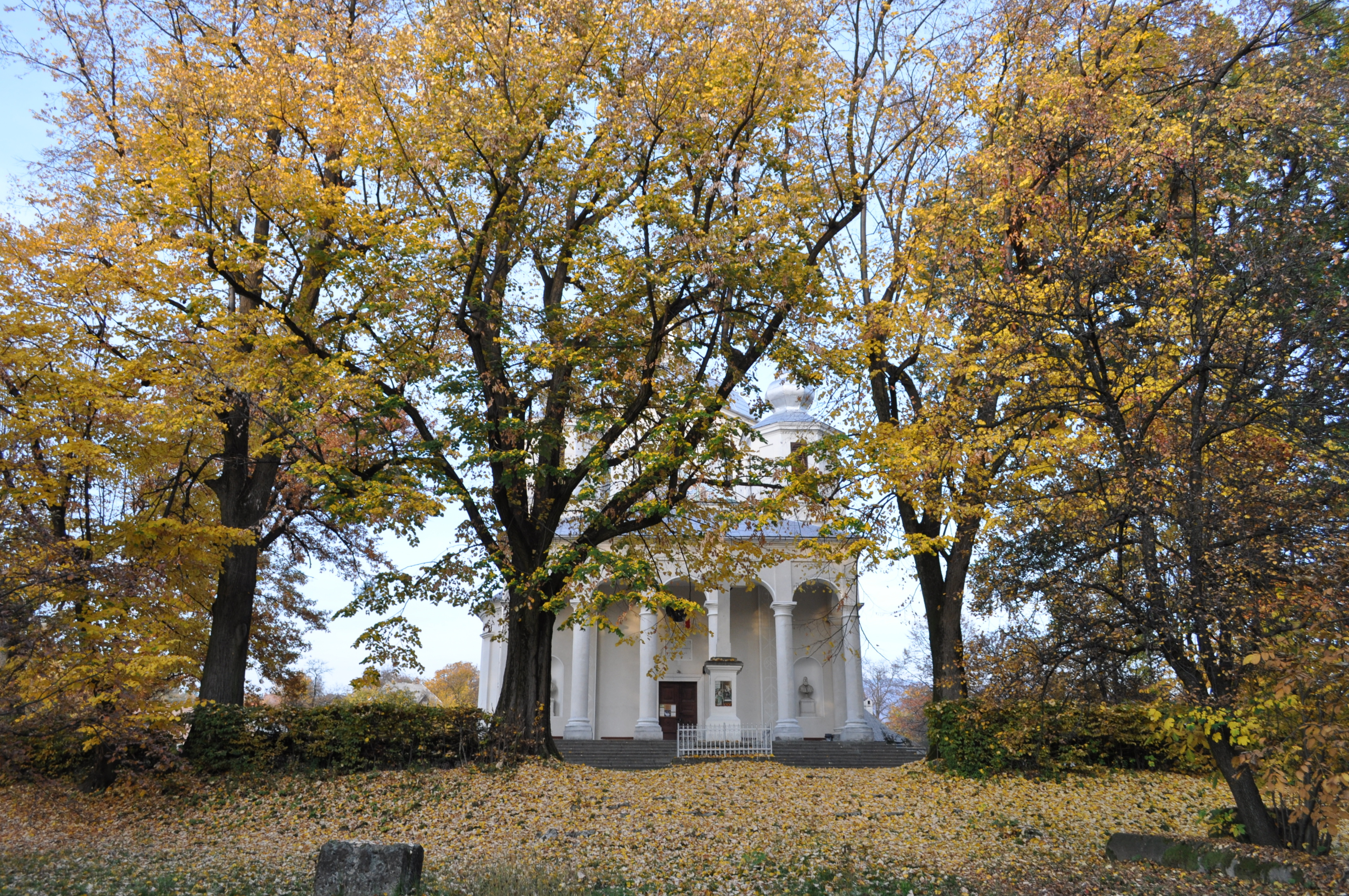
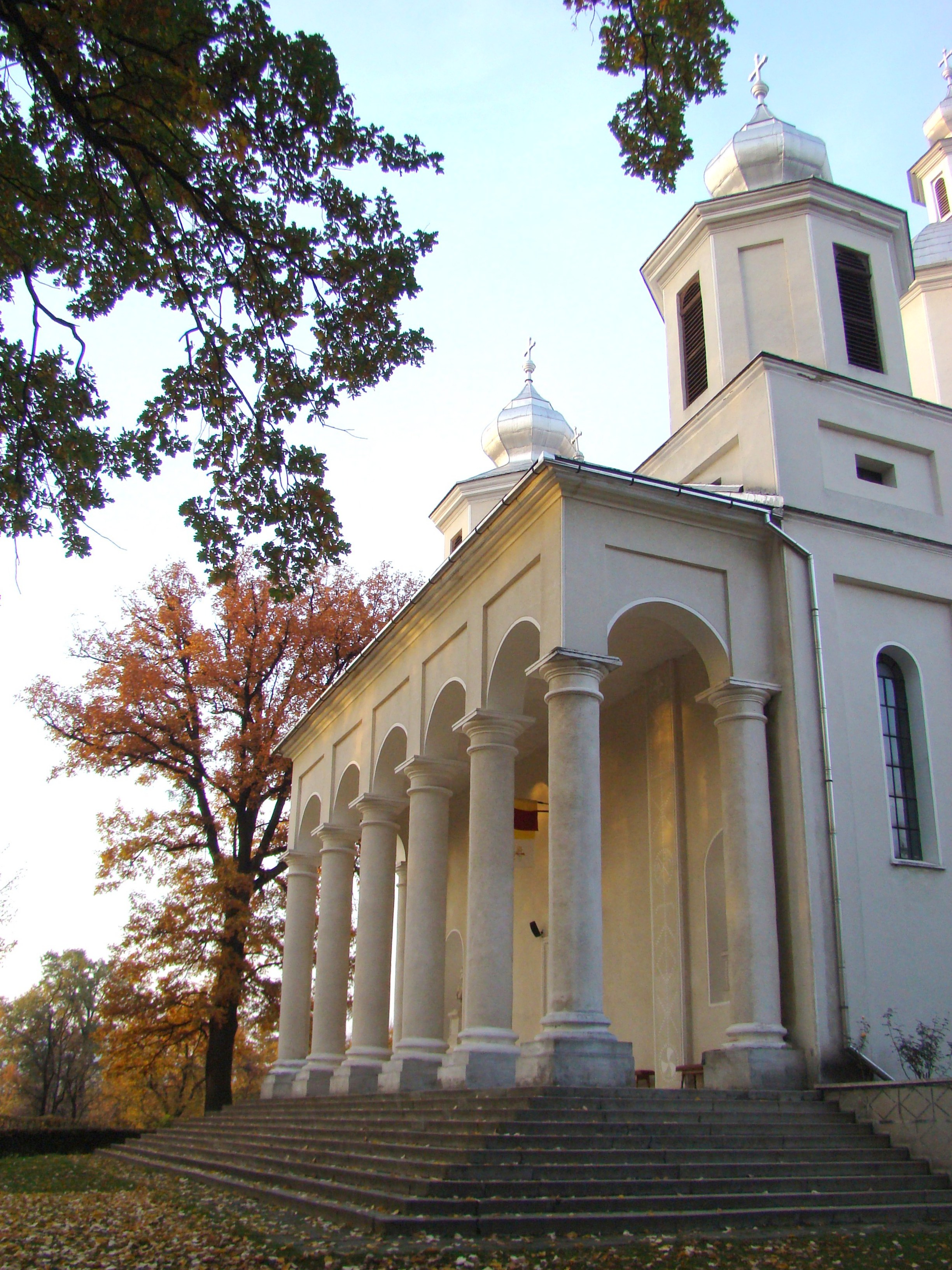
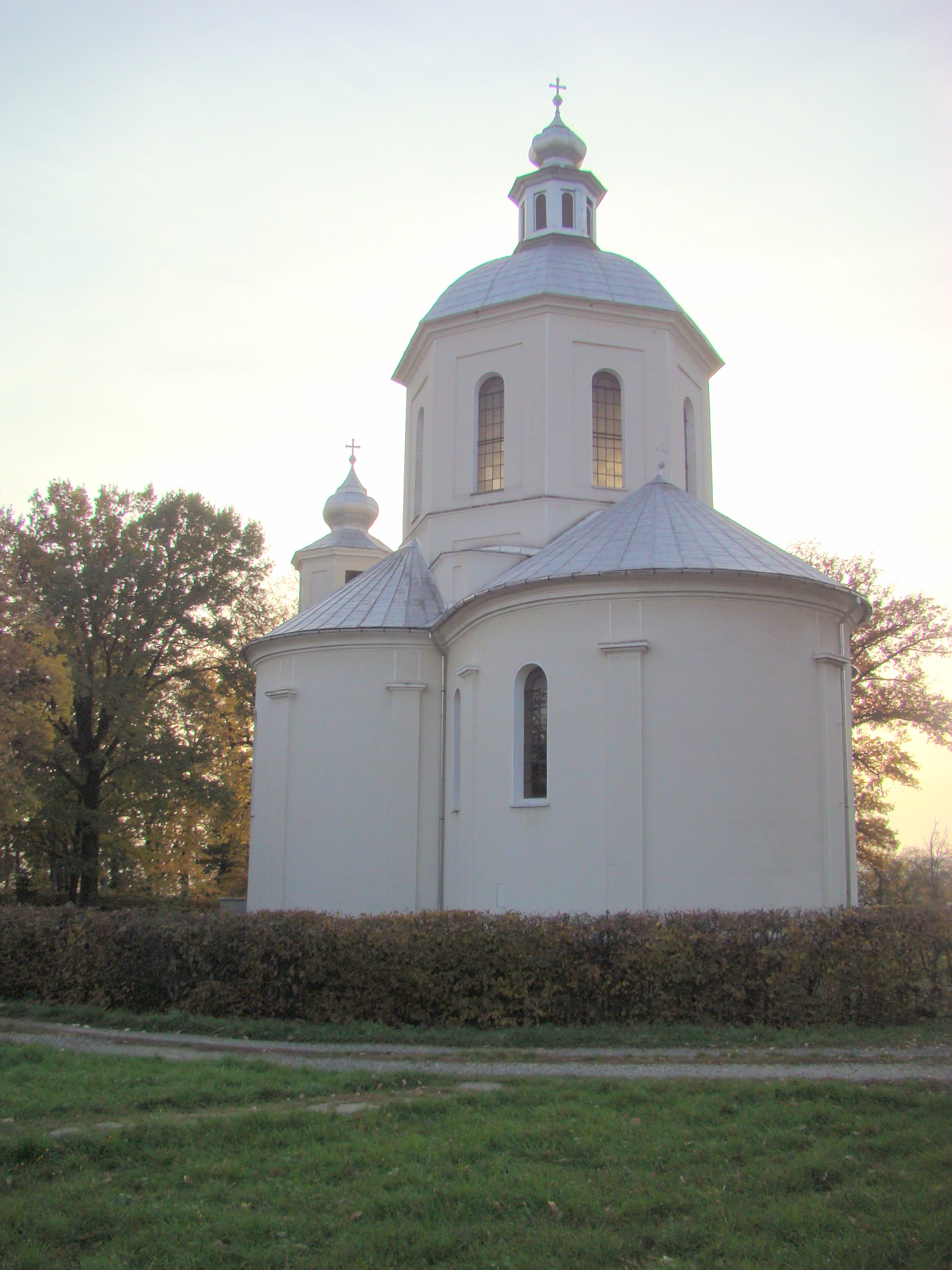
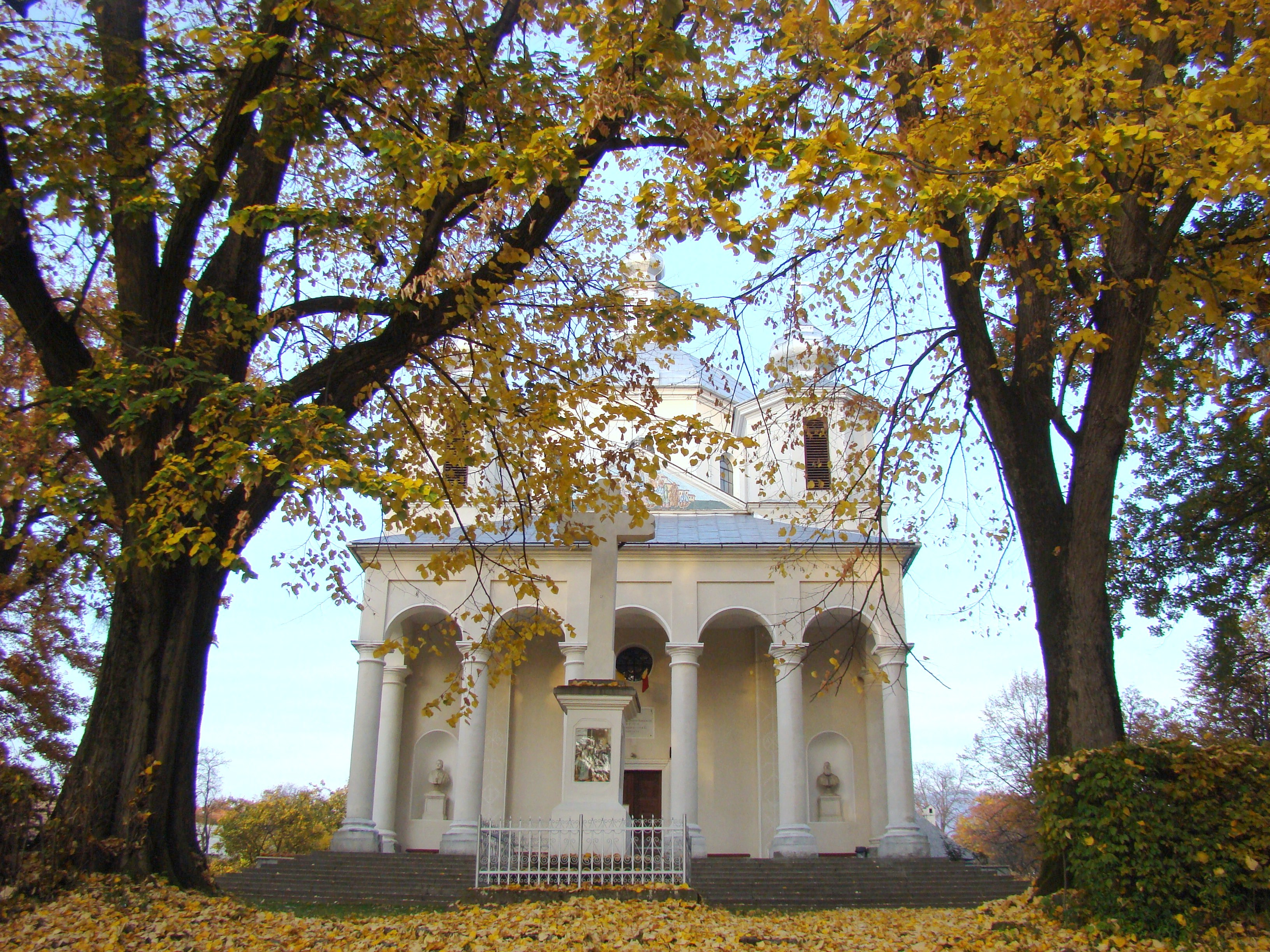
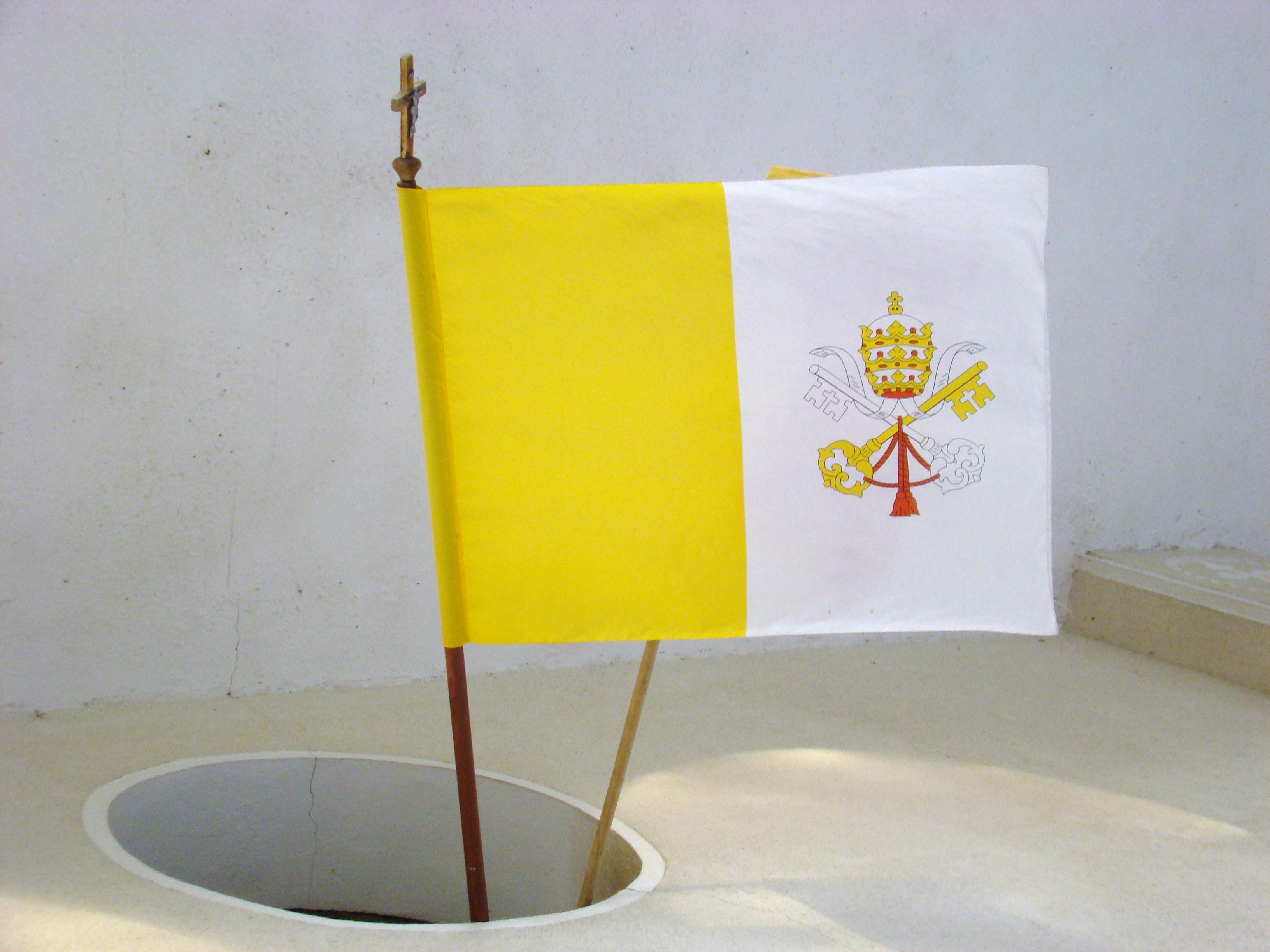
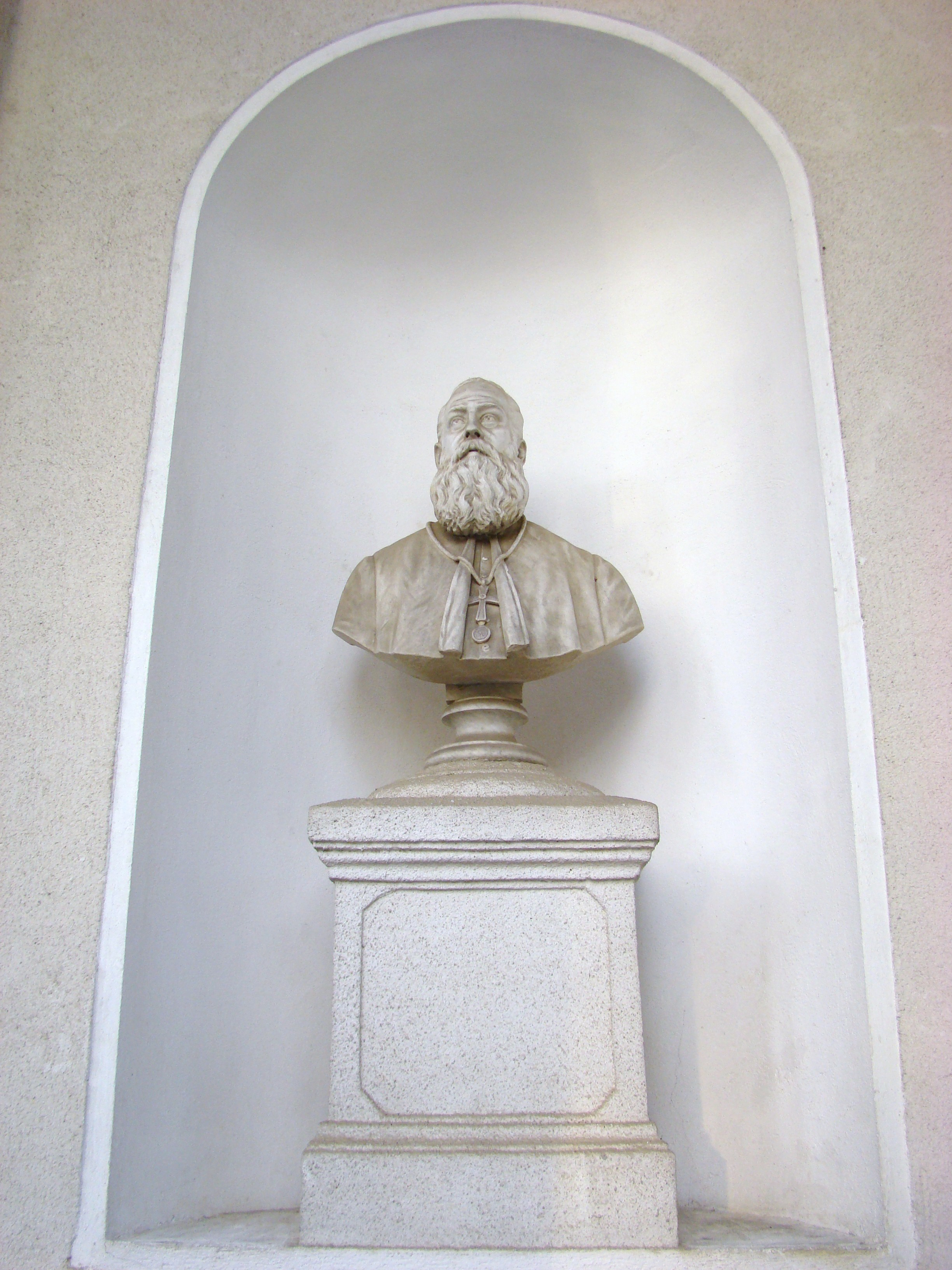
Bustul lui Vasile Lucaciu
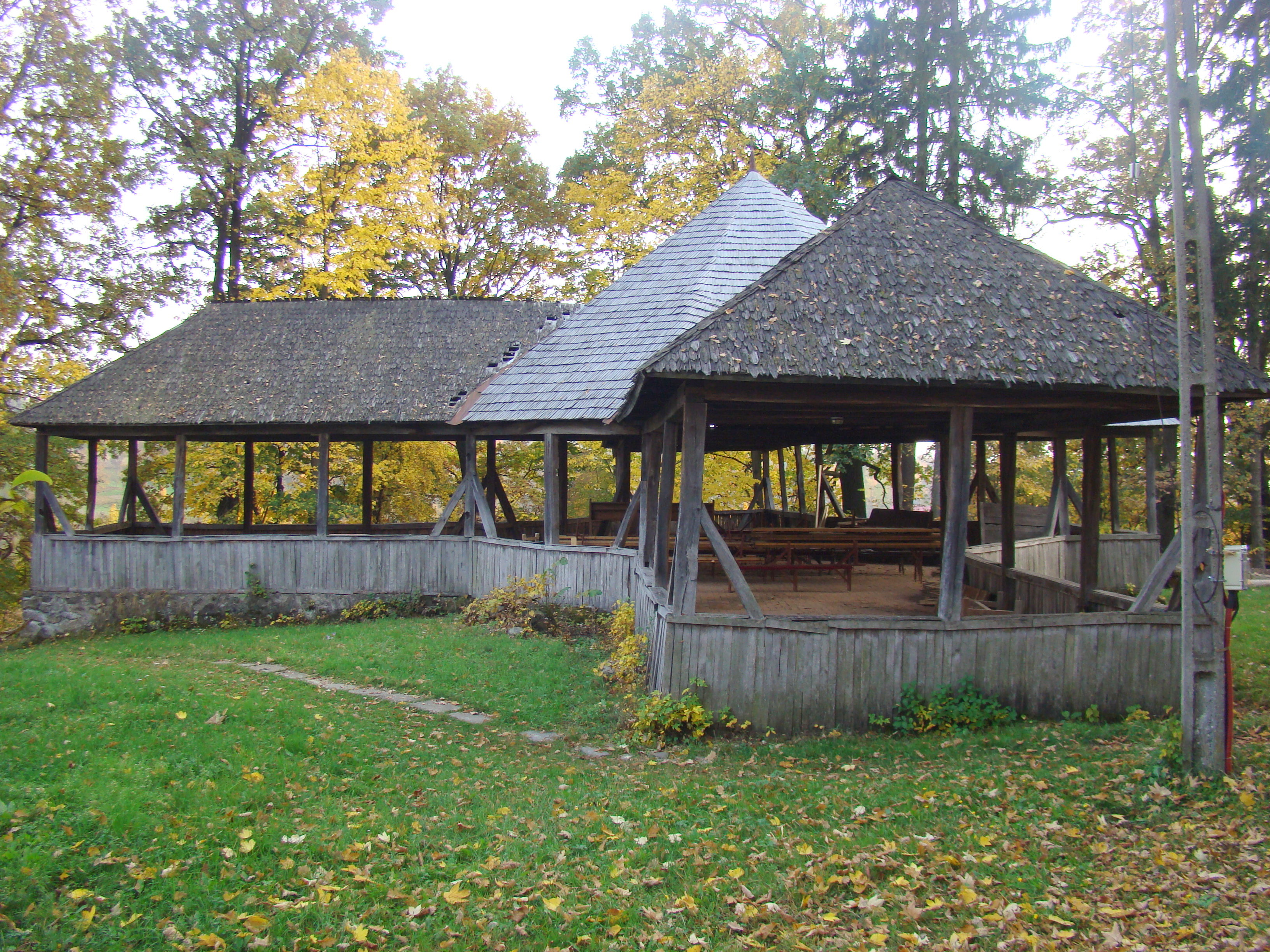
Pavilionul Unirii Tuturor Românilor
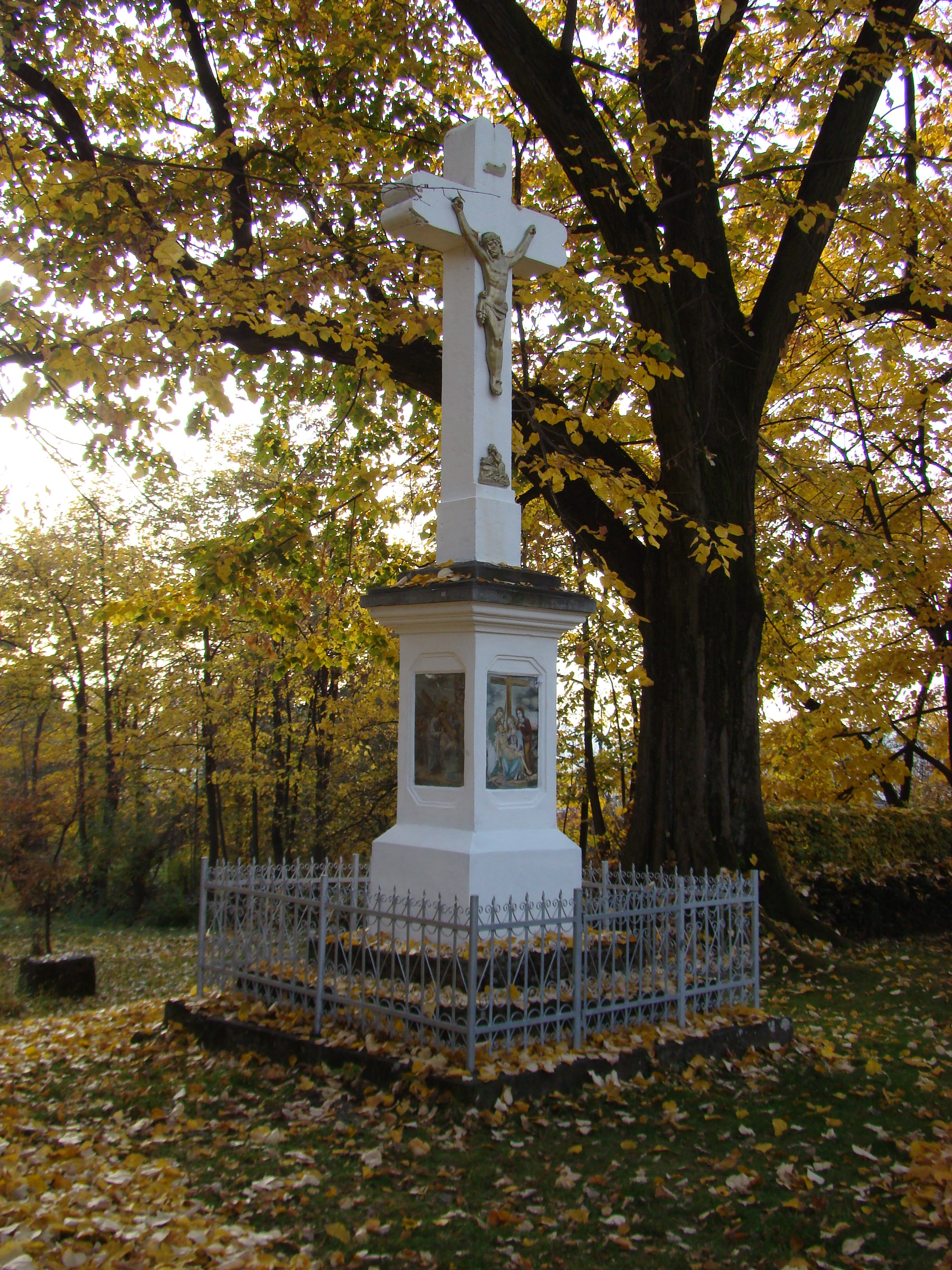
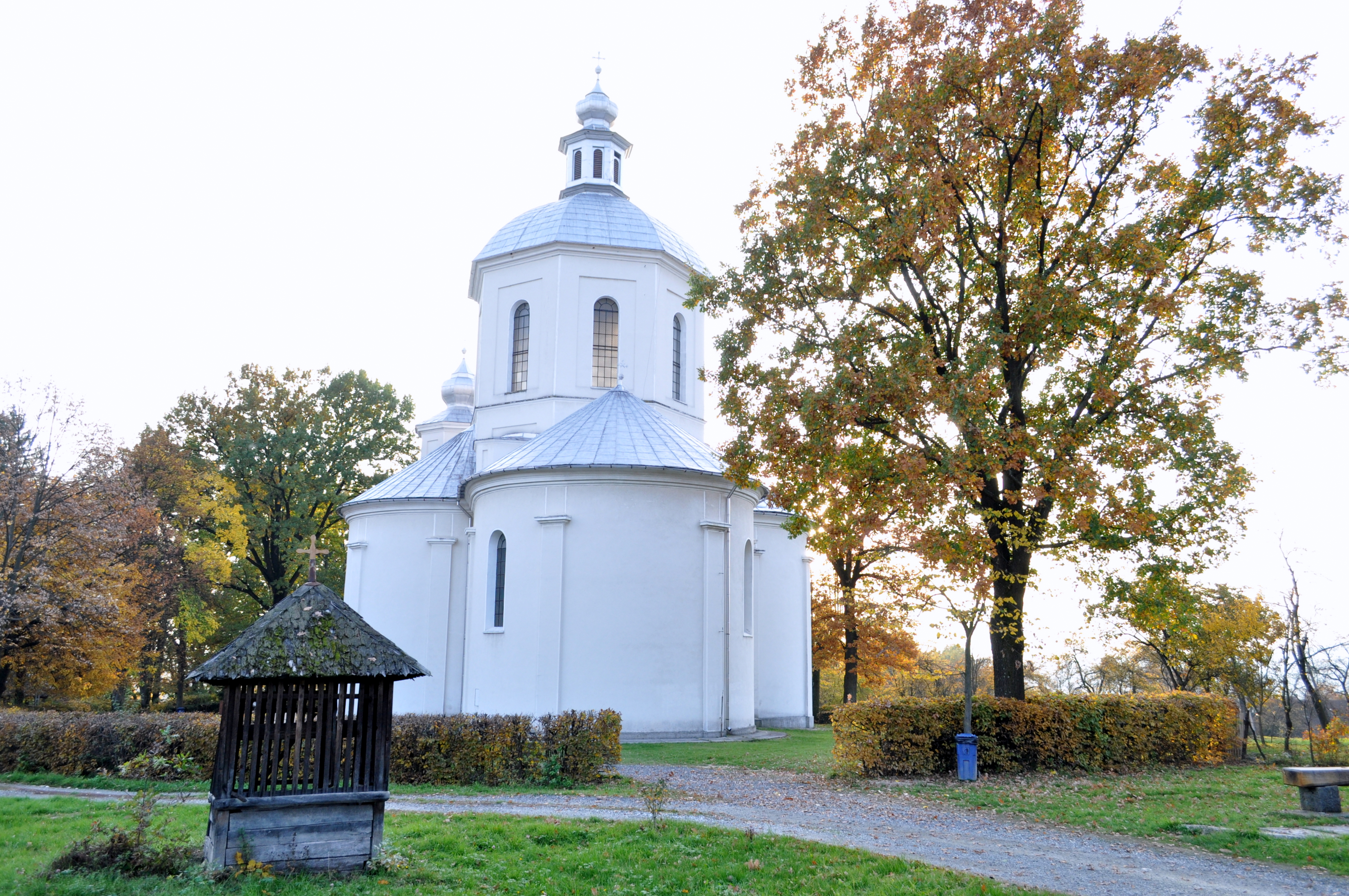